# Wang Chao (huyện)
Wang Chao (tiếng Thái: วังเจ้า) là một huyện (amphoe) thuộc tỉnh Tak, miền nam Thái Lan.

## Lịch sử
Tiểu huyện (king amphoe) Wang Chao đã được lập thông qua việc tách vài khu vực của huyện Mueang Tak. Việc thành lập đã được thông báo ngày 26 tháng 6 năm 1996 và có hiệu lực ngày 15 tháng 7 cùng năm.
Theo quyết định của chính phủ Thái Lan vào ngày 15 tháng 5 năm 2007, tất cả 81 tiểu huyện đều được nâng lên thành huyện. Với việc đăng công báo ngày 24 tháng 8, việc nâng cấp này thành chính thức.

## Địa lý
Các huyện giáp ranh (từ phía tây theo chiều kim đồng hồ): Phop Phra, Mueang Tak thuộc tỉnh Tak, Kosamphi Nakhon, Mueang Kamphaeng Phet, Phran Kratai thuộc tỉnh Kamphaeng Phet.

## Hành chính
Huyện này được chia thành 3 phó huyện (tambon), các đơn vị này lại được chia ra thành 28 làng (muban). Thị trấn (thesaban tambon) Wang Chao nằm trên một phần của  tambon Chiang Thong. Có 3 Tổ chức hành chính tambon.
| STT. | Tên          | Tên Thái | Số làng | Dân số |  |
| 1.   | Chiang Thong | เชียงทอง  | 14      | 16.762 |  |
| 2.   | Na Bot       | นาโบสถ์   | 9       | 9.167  |  |
| 3.   | Pradang      | ประดาง   | 5       | 3.797  |  |